# Mohammed ben Rachid Al Maktoum
Pour les articles homonymes, voir Al Maktoum (homonymie).
 (août 2020).
Mohammed ben Rachid Al Maktoum (arabe : محمد بن راشد آل مكتوم), né le 15 juillet 1949 à Dubaï, est un homme d'État émirien, émir de Dubaï, mais aussi vice-président et Premier ministre des Émirats arabes unis. Issu de la famille Al Maktoum qui règne sur l'émirat depuis le début du XIXe siècle, il est le troisième fils du cheikh Rachid ben Saïd Al Maktoum . En tant qu'émir de Dubaï, il a succédé à son frère Maktoum ben Rachid Al Maktoum le 4 janvier 2006 et, dès lors, il a entrepris d'importantes réformes dans le gouvernement, concernant notamment la stratégie du gouvernement fédéral en avril 2007.
Il est à la tête de Godolphin, l'une des deux plus puissantes écuries de chevaux de course au monde. En 2012, il a parcouru la distance de 160 km sur le cheval Madji Du Pont et remporté le Championnat du monde d'endurance équestre de la FEI.
Cependant, sa réputation de cheikh progressiste s'est fortement flétrie, notamment pour ce qui est de son comportement à l'égard des femmes, avec les scandales liés aux vicissitudes subies par la princesse Haya (l'une de ses six épouses), ainsi que par les princesses Shamsa et Latifa (deux de ses filles, enlevées sur ordre de leur père après s'être enfuies l'une en 2000 et l'autre en 2018, et apparemment séquestrées depuis),.
D'autre part, sa réussite dans le domaine hippique avait également été sérieusement écornée dès 2013 par les affaires de dopage de ses chevaux.
Enfin, la mise en lumière de son nom dans les Pandora Papers entame son image d'homme politique intègre, du fait des participations qu'il détient dans trois sociétés offshore situées dans des paradis fiscaux.

## Biographie
Mohammed Al Maktoum grandit dans la maison de son grand-père, Saeed ben Maktoum Al Maktoum. Il est le troisième des quatre fils de Rachid ben Saeed Al Maktoum, membres de la famille régnante Al Maktoum et descendants de la dynastie Al-Falasi, dont Mohammed est le leader tribal. Sa mère est Latifa bint Hamdan Al Nahyane, fille de Hamdan ben Zayed ben Khalifa Al Nahyane (en), ancien émir d’Abu Dhabi.
Dès l'âge de quatre ans, il suit un enseignement privé d’arabe et d’études islamiques. En 1955, il commence ses études à l'école Al Ahmadiya. À l'âge de 10 ans, il rejoint l’école Al Shaab et deux ans plus tard, la Dubai Secondary School. Lorsqu’il est enfant, il fréquente le majlis de son grand-père. En 1966, avec son cousin Mohammed ben Khalifa Al Maktoum (en), il fréquente l’école de langue anglaise, la Bell Educational Trust au Royaume-Uni. Il rejoint ensuite la Mons Officer Cadet Training School à Aldershot (qui devient ensuite partie de Sandhurst). Il est récompensé du sabre d’honneur en tant que meilleur étudiant du Commonwealth. Il se rend ensuite en Italie pour suivre une formation de pilote.
Après avoir suivi une formation militaire, le père de cheikh Mohammed le nomme directeur des Forces de police de Dubaï (en) et le chef de la police et de la Force de défense de Dubaï, qui deviendront ensuite partie de la Union Defence Force.
En janvier 1968, Mohammed Al Maktoum assiste à la première rencontre entre son père, le cheikh Rachid et le cheikh Zayed dans le désert entre Dubaï et Abu Dhabi à Argoub El Sedira. À cette occasion, les deux cheikhs s’accordent pour former une union d'émirats, à la suite de la notification d’intention britannique annonçant la volonté de se retirer des États de la Trêve. Lorsque l'État des Émirats arabes unis est fondé le 2 décembre 1971, Mohammed Al Maktoum devient son premier ministre de la Défense, position qu’il continue de garder à ce jour.
En 1973, Mohammed ben Rachid Al Maktoum participe à des négociations prolongées avec les pirates de l’air, dirigés par Osamu Maruouka, membre de l’Armée rouge japonaise, qui ont pris le vol 404 de la Japan Air Line en otage et qui ont atterri à Dubaï après avoir quitté l'aéroport d'Amsterdam-Schiphol. Mohammed Al Maktoum ne parvient pas à obtenir la libération des otages, mais il a davantage de succès dans le cadre de la négociation successive avec les trois pirates de l’air du vol KLM 861 (en). Ces derniers libèrent les otages et rendent l’avion en échange d’un passage sécurisé. Après plusieurs jours au sol, l'avion s'envole pour la Syrie puis la Libye où les otages seront libérés.

## Émir de Dubaï
Le 3 janvier 1995, le frère aîné de Mohammed, Maktoum ben Rachid Al Maktoum, signe deux décrets qui le nomment prince héritier de Dubaï. Mohammed Al Maktoum, au moment de sa nomination comme prince héritier, est également ministre de la Défense, poste qu'il occupe depuis le 9 décembre 1971, après avoir été chef des forces de police de Dubaï.
En 2001, Mohammed Al Maktoum ordonne l'arrestation d'Obaid Saqr ben Busit, chef des douanes de Dubaï et président de l'Association mondiale des douanes. Il montre ainsi sa volonté de poursuivre une politique de tolérance zéro à l'égard de la corruption au sein du gouvernement. Busit et deux collaborateurs, ainsi que trois autres employés, avaient fait l'objet d'une enquête pour corruption durant deux ans. Ces arrestations de haut profil provoquent un choc généralisé et sont suivies par une série d'arrestations d'agents publics plus tard dans le mois. Au total, quatorze fonctionnaires, dont six officiers de haut rang, sont arrêtés et inculpés d’infractions liées à la corruption. Fait inhabituel, les fonctionnaires sont publiquement « dénoncés et humiliés ». En 2008, les enquêteurs découvrent des cas de corruption au sein de la société immobilière de Deyaar (en), de propriété du gouvernement. Mohammed Al Maktoum dote l'équipe d'enquête de "pouvoirs de contrôle sans précédent", qui conduisent à au moins quatre arrestations. Le PDG de la société est reconnu coupable d'avoir gagné 20 millions de dirhams en abusant de ses pouvoirs. Il est condamné à une peine de 10 ans de prison.
Mohammed Al Maktoum effectue régulièrement des visites surprises dans les bureaux ministériels pour en vérifier le travail. En 2016, après avoir trouvé les bureaux du département foncier de Dubaï vides, Mohammed Al Maktoum met à la retraite les directeurs exécutifs absents, qui étaient tous auparavant employés par la municipalité de Dubaï.
Après environ une décennie de règne de facto, Mohammed Al Maktoum devient le souverain de Dubaï le 4 janvier 2006 à la mort de Maktoum ben Rachid Al Maktoum. Le lendemain, le Conseil national fédéral le choisit comme nouveau vice-président des Émirats arabes unis. Le 11 février, le Conseil approuve la nomination de Mohammed Al Maktoum au poste de premier ministre, sur proposition du président des Émirats arabes unis Khalifa ben Zayed Al Nahyane.
En mai 2019, Mohammed Al Maktoum annonce la « carte d'or » ou visa de résidence permanente. Sous réserve de critères supplémentaires, les investisseurs et les professionnels des secteurs de la santé, de l'ingénierie, de la science et de l'art sont éligibles au visa de résidence permanente. Le programme de visa de résidence permanente devrait générer des investissements étrangers, encourager l'esprit d'entreprise et attirer des ingénieurs, des scientifiques et des étudiants d'envergure.  6800 investisseurs, dont les investissements totaux dépassent 100 milliards de dirhams, constituent le premier lot de bénéficiaires de la «carte d'or»,.

## Carrière professionnelle

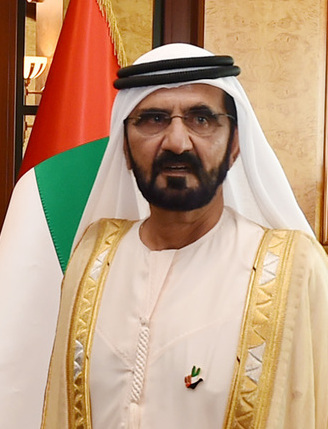
Mohammed ben Rachid Al Maktoum en 2016.

Mohammed ben Rachid Al Maktoum est impliqué dans la création et la croissance rapide d'un certain nombre d'entreprises et d'actifs économiques clés à Dubaï. Un certain nombre de ces entreprises sont détenues par Dubai World et Dubai Holding.
Dubai World est lancé le 2 juillet 2006, en tant que société de portefeuille consolidant un certain nombre d'actifs, notamment ceux de la société de logistique DP World, du promoteur immobilier Nakheel Properties et de la société d'investissement Istithmar World. Avec plus de 50 000 employés dans plus de 100 villes à travers le monde, le groupe investit dans l'immobilier, dans la logistique et dans d'autres domaines commerciaux aux États-Unis, au Royaume-Uni et en Afrique du Sud.
Dubai Holding est présent dans l'hôtellerie, les parcs commerciaux, l’immobilier et les télécommunications, à travers quatre unités opérationnelles : Jumeirah Group, TECOM Investments, Dubai Properties Group et Emirates International Telecommunications. Les unités opérationnelles du groupe d'investissement de la société comprennent Dubai Group et Dubai International Capital.
Il détient également des intérêts majoritaires dans Meraas Holding, promoteur immobilier et société de gestion d'actifs et d'investissement, qui développe un certain nombre de projets immobiliers dans le commerce de détail et le style de vie à Dubaï, notamment un Legoland et un parc à thèmes inspiré des films de Bollywood[réf. nécessaire].

## Activités clés

### Lancement de la compagnie Emirates Airline

Emirates logo.

Au cours des années 1970, Al Maktoum supervise les ressources énergétiques de Dubaï et est responsable de l’Aviation civile de Dubaï. C’est ainsi qu’en mars 1985 qu’il charge le président de Dnata, Maurice Flanagan, de lancer une nouvelle compagnie aérienne Emirates. Le budget de lancement de la compagnie aérienne est de 10 millions de dollars et son vol inaugural a lieu le 25 octobre. Mohammed Al Maktoum désigne son oncle Ahmed ben Saeed comme président de la nouvelle société. 75 millions de dollars sous forme d’installations et de matériaux sont également fournis.
En 1989, il inaugure le premier salon aéronautique de Dubaï qui en 2013, regroupe plus de 1000 sociétés. Au cours de celui-ci ont lieu les plus importantes commandes aériennes de l’histoire, dont 99 milliards de dollars consacrés à l’Airbus A380 et le Boeing 777.

### Dubai Internet City et TECOM
Le 29 octobre 1999, Mohammed Al Maktoum annonce le lancement de Dubai Internet City, centre de technologie et zone de libre-échange employant quelque 15 000 personnes, qui offre aux entreprises des baux de longue durée, un avantage de pleine propriété et un accès rapide aux services gouvernementaux. À cet égard, Dubaï est aujourd’hui considérée comme la "Silicon Valley" du monde arabe.
Plusieurs autres zones franches liées aux technologies et médias ont été établies par la société de portefeuille TECOM à Dubaï, notamment l'International Media Production Zone, Dubai Silicon Oasis, Dubai Studio City, Dubai Healthcare City, Dubai Industrial City et Dubai Knowledge Village.

### Palm Islands

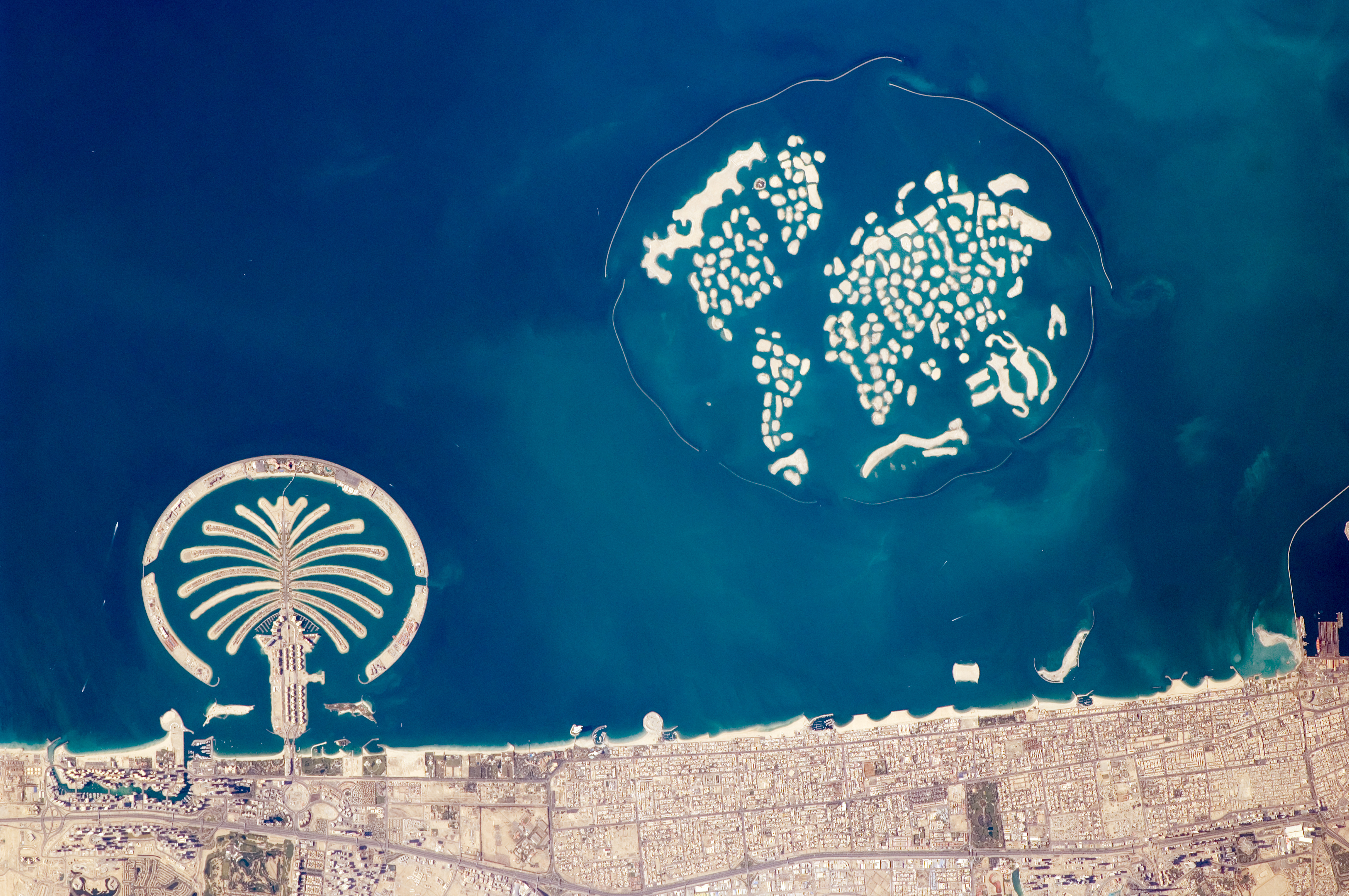
Palm Islands et l'archipel The World à Dubaï.

Le développement des trois plus grandes îles artificielles au monde Palm Islands en forme de palmiers par Nakheel Properties, a été interrompu par la crise financière mondiale de 2009. Les travaux menés sur la première île, Palm Jumeirah, sont achevés et conçus pour accueillir jusqu’à 70 000 personnes et 1 500 yachts. Les activités de récupération de sols relatives à la seconde île, la "Palm Jebel Ali", ont été réalisées sans effectuer davantage de travaux. Quant à la troisième et plus grande île, la Palm Deira, 80 % de l'île  est sortie de l'eau mais le projet est à l'arrêt depuis 2009 et l'île se dégrade lentement.

### Burj Khalifa
Le 4 janvier 2010, cheikh Mohammed inaugure Burj Khalifa, plus haut bâtiment du monde, culminant à 828 mètres. La tour compte 200 étages, 160 d’entre eux sont occupés par des appartements et bureaux, ainsi que le luxueux hôtel Armani.

## Réformes politiques

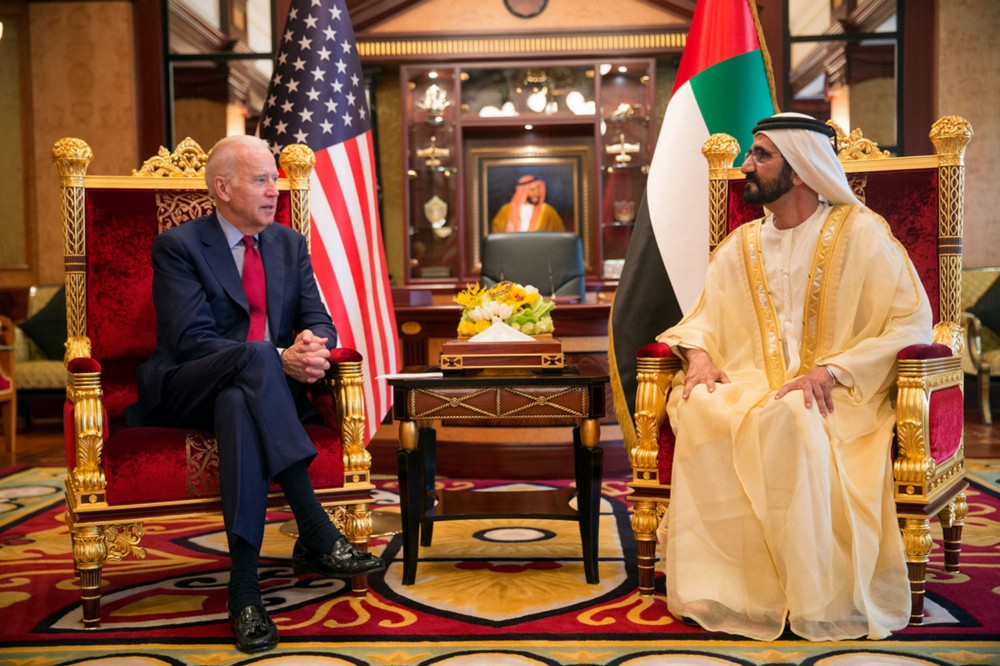
Mohammed ben Rachid Al Maktoum avec le vice-président américain Joe Biden (Dubaï, mars 2016).

En avril 2007, cheikh Mohammed lance une analyse stratégique de la gouvernance de la Fédération, et ce au niveau fédéral et local. Il tente de combler les lacunes du cadre législatif et réglementaire et travaille à des améliorations au niveau du développement social, économique, public, rural, de la justice, de la sécurité, et des infrastructures.
En général, les résidents étrangers ou «expatriés» aux Émirats ont des visas renouvelables, valables pour deux ou trois ans et liés à leur emploi. En 2018, cheikh Mohammed annonce la création de visas de cinq et dix ans pour les professionnels les plus recherchés, les académiciens et les investisseurs à long terme.
Cheikh Mohammed a créé une unité administrative anti-corruption. C'est elle qui a procédé à l'arrestation de Obaid Saqrben Busit, chef des douanes de Dubaï et président de l'Association mondiale des douanes en février 2001.

## Intérêts sportifs

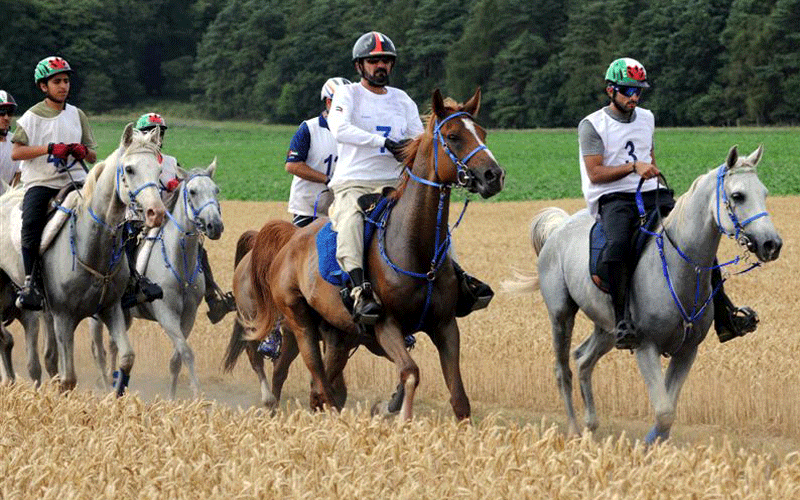
Mohammed ben Rachid Al Maktoum en course d'endurance.

Mohammed Al Maktoum est une figure majeure dans les courses et l’élevage de chevaux pur-sang. Il est propriétaire de Darley Stud, une structure d'élevage de chevaux qui opère aux États-Unis, en Irlande, en Angleterre et en Australie.
Vers la fin de l’année 1981, il achète Gainsborough Stud à Woolton Hill, près de Newbury, Berkshire, au Royaume-Uni. Il est propriétaire de Ballysheehan Stud dans le comté de Tipperary en Irlande, ainsi que de Gainsborough Farm Inc à Versailles, Kentucky aux États-Unis et Darley Stables. Mohammed Al Maktoum est également partenaire de Godolphin Stables et reçoit la Dubaï World Cup à l'hippodrome de Meydan. En 1994, cheikh Mohammed fond les effectifs de son écurie dans ceux de Godolphin lancée par son frère Maktoum ben Rachid Al Maktoum. Il développe également les courses à Dubaï, notamment sur l'hippodrome de Nad Al Sheba puis celui de Meydan où sont créées plusieurs épreuves parmi lesquelles la Dubaï World Cup, qui lors de ses premières éditions est la course hippique la plus dotée au monde (10 millions de dollars d'allocation).
Lui-même cavalier, Mohammed Al Maktoum remporte en 2012, à 63 ans, le Championnat du monde d'endurance.
À Deauville, ville hippique, il possède la villa Camélia, l'une des plus anciennes de la station balnéaire, construite pour le  marquis de Salamanque.

## Yacht
Mohammed Al Maktoum est en 2013 propriétaire du Dubai, troisième yacht le plus long du monde (160 m).

## Scandales

### Dopage de ses chevaux
Fin avril 2013 en Angleterre, un scandale de dopage éclabousse Mohammed Al Maktoum : l'un de ses entraîneurs reconnait en effet avoir dopé une quinzaine de chevaux à des substances interdites depuis longtemps par les règlements hippiques en vigueur. Tant les chevaux de course que les chevaux d'endurance (compétitions régies par la FEI) ont fait l'objet de prélèvements qui se sont plusieurs fois révélés positifs en matière de substances prohibées chez les chevaux appartenant à Sheikh Mohammed, ou aux écuries se trouvant sous sa responsabilité directe.

### Enlèvement et séquestration de deux de ses filles
Pendant l’été 2000, Shamsa Al Maktoum (l'une des filles de Mohammed ben Rachid Al Maktoum) tente au cours d’un séjour en Angleterre de fuir les Émirats. Elle s'échappe en Range Rover de la vaste propriété familiale du Surrey. Après avoir été interceptée à Cambridge par les hommes de main de son père,, elle est reconduite à Dubaï. Les autorités britanniques affirment par la suite que son père a tenté d’intervenir dans l’enquête de police qui s’ensuivit. Elle n'est plus apparue en public depuis mai 2019. En mars 2020, la justice britannique conclut que  Mohammed ben Rachid Al Maktoum est bien l'organisateur et l'instigateur de son enlèvement.
Selon sa sœur Latifa — qui semble elle-même retenue contre son gré à Dubaï —, elle est enfermée, « entourée d’infirmières et doit prendre des médicaments qui contrôlent sa pensée ».
En 2018, après une tentative d'évasion de son pays, c'est la princesse Latifa (une autre des filles de Mohammed ben Rachid Al Maktoum) qui est interceptée et ramenée de force au palais dans une opération commanditée et organisée par son père Mohammed ben Rachid Al Maktoum où elle serait depuis détenue. En février 2021 elle parvient à transmettre une vidéo à des médias occidentaux, où elle affirme être retenue contre son gré dans une villa transformée en prison et craindre pour sa vie,.

### Fuite de son épouse Haya
Mohammed Al Maktoum a eu six épouses dont la dernière, épousée en 2004, est la princesse Haya bint al-Hussein, demi-sœur du roi de Jordanie, ex-cavalière internationale de saut d'obstacles, présidente de la Fédération équestre internationale. En juin 2019, la princesse Haya bint al-Hussein fuit vers l'Allemagne puis le Royaume-Uni avec ses deux enfants et une quarantaine de millions de dollars, et demande le divorce.
Le 6 octobre 2021, un tribunal britannique conclut que Mohammed Al Maktoum a autorisé l'utilisation de logiciels d'espionnage, Pegasus, pour pirater les téléphones de son ex-femme et de ses avocats dans le cadre de cette demande de divorce.
Le 24 mars 2022, la Haute Court de Londres accorde à Haya bint al-Hussein la garde sans partage de ses enfants, et conclut qu'Al Maktoum a non seulement exercé « constamment un comportement coercitif à l'égard des membres de sa famille qu'il a considéré comme se comportant contrairement à sa volonté » mais a également « infligé des violences domestiques exorbitantes » à son ex-épouse.

### Mort de son fils aîné
Son fils aîné, Rachid ben Mohammed Al Maktoum, connu pour sa vie dissolue de playboy, a été écarté de la succession en 2008 au profit de son cadet Hamdane ben Mohammed Al Maktoum et soumis à des cures de désintoxication, avant de décéder d'une crise cardiaque le 18 septembre 2015, à 33 ans.

### Évasion fiscale
En octobre 2021, le nom de Mohammed ben Rachid Al Maktoum est cité dans les Pandora Papers du fait de l'argent qu'il avait placé dans des sociétés offshore situées dans des paradis fiscaux.

## Fortune
Mohammed Al Maktoum est l'un des souverains les plus riches du monde. Sa fortune personnelle est évaluée à environ 16 milliards de dollars en 2017 selon le classement des souverains les plus riches du monde établi chaque année par le magazine Forbes.

## Décorations

Armoiries de Mohammed ben Rachid Al Maktoum dans l'ordre de Charles III.

- Grand cordon de l'ordre du roi Abdelaziz ( Arabie saoudite)
- Collier de l'ordre du Cheikh Issa ben Salmane Al Khalifa (en) ( Bahreïn)
- Collier de l'ordre national de la Croix du Sud ( Brésil)
- Collier de l'ordre de Zayed ( Émirats arabes unis)
- Grand-croix de l'ordre de Charles III ( Espagne)
- Grand cordon  de l'ordre du Trône ( Maroc)
- Grand-croix de l'ordre d'Orange-Nassau ( Pays-Bas)
- Chevalier grand-croix honoraire de l'ordre de Saint-Michel et Saint-Georges ( Royaume-Uni)
- Chevalier grand-croix de l'ordre de l'Empire britannique ( Royaume-Uni)

## Publications
- Mon histoire: 50 souvenirs tirés de cinquante ans de service, Éd. Explorer Publishing, 2019  (ISBN 9781785965258)
- Réflexions sur le bonheur et la pensée positive, Éd. Smashwords Edition, 2017,  (ISBN 9781785960512)